# Илза Пъжева
Илза Константинова Пъжева е българска биохимичка, академик на Българска академия на науките (2024) и професор в Института по биофизика и биомедицинско инженерство при Българска академия на науките.

## Биография
Родена е на 22 ноември 1953 г. в Асеновград. През 1978 г. завършва химическа кибернетика в Московския химикотехнологичен университет, СССР. През 1982 г. специализира в Латвийската академия на науките, през 1991 г. в Центъра по изследване на рака в Хайделберг, Германия, в периодите 1992 – 1994 – Изследователски център в Борстел, Германия и 1995 – 2012 – Хале и Бон, Германия.
От 2007 г. е доктор на биологическите науки към Българска академия на науките и от 2009 г. е професор. От 2015 г. е член-кореспондент на Българска академия на науките.
През 2015 – 2019 г. е председател на Хумболтов съюз в България и след края на мандата ѝ е избрана за почетен член на Съюза.
Има над над 110 научни труда; от тях над 75 в международни списания. Изследванията ѝ са в областта на моделните изследвания на лекарства, лекарствено-подобни съединения и биомакромолекули (транспортни протеини, ензими, нуклеарни рецептори и др.); експериментални изследвания на лекарствено-мембранни взаимодействия; механизма на множествената лекарствена резистентност (MDR) в ракови клетки.
През 2020 г. е удостоена с Орден за заслуги към Федерална република Германия („Das Verdienstkreuz am Bande“) от посланика на Федерална република Германия Кристоф Айхорн за приносите ѝ към развитието на германско-българските научни контакти.